# Max Born
Max Born (Breslau, 11. prosinca 1882. - Göttingen, 5. siječnja 1970.), njemački fizičar i matematičar. Doktorirao (1907.) je na Sveučilištu u Göttingenu. Radio je na sveučilištima u Berlinu, Frankfurtu na Majni, Göttingenu, Edinburghu. Poznat je po radovima s područja kvantne mehanike, teorije relativnosti i teorije kristala. Kvantnomehaničkim valnim funkcijama dao je statističku (vjerojatnosnu) interpretaciju (1926.). Njegova primjena računa smetnje na probleme raspršenja poznata je kao Bornova aproksimacija, a s Robertom Oppenheimerom razvio je teoriju molekula. Uz objašnjenje prirode kemijskoga afiniteta, znatno je pridonio razvoju kristalografije i kinetičke teorije tekućina. Born-Haberovim kružnim procesom izračunava se energija kristalne rešetke. Metoda se temelji na termodinamičkom načelu prema kojem pri prijelazu nekoga kemijskoga sustava iz jednoga stanja u drugo ukupna oslobođena (ili apsorbirana) energija ne ovisi o putu reakcije. Za temeljna istraživanja u kvantnoj mehanici, posebno za statističku interpretaciju valne funkcije, dobio je Nobelovu nagradu za fiziku je 1954. Iste je godine nagrađen i Walther Bothe. Bio je član Kraljevskog društva (eng. Royal Society) od 1939., Nacionalne akademije znanosti SAD-a (od 1955.), njemačke Nacionalne akademije znanosti Leopoldina (od 1958.) i Američke akademije umjetnosti i znanosti (od 1959.). Po njem su nazvani krater na Mjesecu (Born (krater)) i planetoid (13954 Born).

## Životopis

### Rani život i edukacija
Born je rođen kao jedno od dvoje djece u židovskoj obitelji. Otac mu je bio Gustav Born, istaknuti anatom i embriolog, a majka Margarete Kauffmann, kći dobrostojećeg industrijalca. Imao je sestru Käthe, i polubrata Wolfganga iz drugog braka njegova oca s Berthim Lipstein. Njegova majka umrla je kada je on imao samo 4 godine. Prvo obrazovanje stekao je u gimnaziji kralja Wilhelma, a onda je nastavio studirati na sveučilištima u gradovima Breslau, Heidelberg, Zürich, Göttingen i Cambridge. Za vrijeme studija u Göttingenu upoznao je mnoge znanstvenike i matematičare kao što su Klein, Hilbert, Minkowski, Runge, Schwarzschild i Voigt.
Born se 1913. ženi Hedwigom, prije Ehrenberg. Brak je imao troje djece, od kojih je jedno, njihov sin Gustav Victor Rudolf Born. Njegova unuka je britansko-australska glumica i pjevačica Olivia Newton-John.

### Karijera
Od 1915. do 1918. Born je, osim kratkog perioda služenja vojsci, predavao teorijsku fiziku na Berlinskom sveučilištu, gdje je izgradio doživotno prijateljstvo s Albertom Einsteinom. Mjesto profesora na frankfurtškom sveučilištu dobio je 1919., a na göttingenškom sveučilištu 1921. U tom preiodu formulirao je danas standardnu interpretaciju funkcije vjerojatnosti gustoće za ψ*ψ u Schrödingerovoj jednadžbi kvantne mehanike, za što je 1954. dobio Nobelovu nagradu za fiziku.
Godine 1925. Born i Werner Heisenberg formulirali su matriks mehanike koji predstavlja kvantnu mehaniku. Heisenberg je Bornu, 9. srpnja da papire da ih pregleda i predloži za tiskanje. U papirima Heisenberg je formulirao kvantnu teoriju obilazeći koncentriranu, ali neprimjetnu reprezentaciju elektronskih orbita koristeći parametre kao tranzicijske mogućnosti kvantnih skokova, što zahtijeva korištenjem dva indeksa (ili kazala) odgovarajuća inicijalnim i završnim stanjima. Kada je Born pročitao papire, prepoznao je formulaciju kao jedno koja se može prepisati tako da dostigne sistematični jezik matrice, koji je naučio dok ga je podučavao David Hilbert. Hilbertov prostor je osnovno matematičko sredstvo u matriksnoj formulaciji kvantne teorije. Born je uz pomoć svog učenika Pascuala Jordana, odmah počeo transkripciju i proširenje, i svoje su rezultate predložili za tiskanje. Dodatni papiri predloženi su za tiskanje iste godine od sva tri autora. Tako se može reći da je Nobelova nagrada dodijeljena Heisenbergu 1932. trebala biti dodijeljena i njemu, ali i Bornu tako da su je trebali dijeliti.
Born 1933. emigrira iz Njemačke. Imao je snažne javne pacifističke zamisli, a iako je bio luteranac, nacistički vjerski zakoni svrstavali su ga kao židova, te je s tim bio izložen antisemitizmu. U engleskoj je prihvatio mjesto profesora na Cambridgeu. Od 1936. do 1953. bio je profesor nacionalne filozofije u Edinburghu. Britanski državljanin i član Royal Societya postao je 1939.
U pismu Bornu 1926., Albert Einstein dao je svoje poznato zapažanje o kvantnoj mehanici, koje je često parafrazirano kao: “Bog se ne kocka sa svemirom.“.
Max i Hedwig Born umirovili su se 1954. i otišli u njemački Bad Pyrmont.
Born je bio jedan od 11 potpisivača na Russel-Einstenovom manifestu.
Born je pokopan u Göttingenu, na istom groblju kao i Walther Nernst, Wilhelm Eduard Weber, Max von Laue, Max Planck i David Hilbert.

### Statistička interpretacija u kvantnoj mehanici
E. Schrödinger je pokušao tumačiti elektron kao oblak električnog naboja. Međutim, ovo shvaćanje valova materije nailazi na velike teškoće. S jedne strane, u električnom oblaku došlo bi do međusobnog odbijanja istoimenih naboja, a to međusobno odbijanje kontinuirano razdijeljenog elektriciteta morali bismo pribrojiti potencijalnog energiji. Kad bi se električni oblak širio, on bi umanjivao svoju energiju, a kad bi se stezao, povećao bi je. Međutim, takva potencijalna energija ne smije se dodati Schrödingerovoj jednadžbi. Proračunali smo ispravne energije elektrona uzevši u obzir samo vanjski električni potencijal, koji dolazi od atomske jezgre ili drugog električki nabijenog tijela. Pored toga, neosporno je da elektron zaprema vrlo mali prostor. Superpozicijom različitih rješenja možemo, doduše, postići da u jedan trenutak val titra snažno (intenzivno) samo u ograničenom malom prostoru. No odmah poslije toga, kako pokazuje račun, val materije se širi. Valni paket se raspršuje. Ako samo dosta dugo čekamo, val materije će se proširiti po povoljno velikom prostoru. Naravno, ne možemo zamisliti da se dimenzije elektrona tako naglo povećavaju. Valovi materije moraju, dakle, značiti nešto drugo.
Na sličan paradoks dolazimo kad val materije bacimo na jedan potencijalni bedem, koji je niži od energije elektrona. Kako smo prije vidjeli, val materije će se na njemu djelomično reflektirati, a djelomično će se širiti u početnom smjeru. No, zamislimo da nam taj val ne predočuje katodne zrake, nego jedan elektron. Možemo li pretpostaviti da se jedan dio našeg elektrona gibao dalje u prvobitnom smjeru, a da se drugi dio reflektirao? Očito je to nemoguće. Elektron se reflektirao natrag ili je odjurio dalje. No to znači onda istodobno refleksija i lom valova na potencijalnom brijegu?
Izlaz iz tih teškoća našao je M. Born. On je zadržao staru sliku elektrona kao točkastog naboja. Po Bornu treba kvadrat amplitude vala materije tumačiti kao vjerojatnost da na nekom mjestu nađemo elektron. U valnoj mehanici imali bismo, dakle, valove vjerojatnosti. Iako samo elektroni ostaju i dalje čestice, njihova gibanja u prostoru određena su valnom funkcijom. Time valovi materije gube očigledno značenje koje su im pripisali L. de Broglie i E. Schrödinger, i preostaju samo "valovi vjerojatnosti".
Statistička interpretacija "vala materije" rasvjetljuje neposredno interferenciju i ogib katodnih zraka. Pustimo li po metodi Debye-Scherrer katodne zrake kroz kristalnu prašinu, na fotografskoj ploči ostaju tamni i svijetli prstenovi. Očito je da tamna mjesta interferencije ne znače da su se tamo elektroni "poništili". Broj elektrona ostaje stalan. Tamna i svijetla mjesta na interferentnoj slici pokazuju kako su često na ta mjesta padali elektroni katodnih zraka. Interferentna slika katodnih zraka daje neposredno vjerojatnost da pojedini elektron padne na neko mjesto ploče. U toj interpretaciji pojavljuju se valovi materije kao statistički zakon.
Mehanika matrica i valna mehanika pokazuju se matematički potpuno iste iako svaka od tih mehanika ima za ishodište suprotnu klasičnu zornu sliku. Mehanika matrica i valna mehanika vode do istih rezultata, obje mehanike mogu se svesti na istu matematičku shemu. Da međutim tumačimo rezultate teorijskih računa, poslužit ćemo se u mehanici matrica korpuskulatornom, u valnoj mehanici valnom zornom slikom. U posljednjem koraku moraju se uvijek fizikalni rezultati tumačiti svakidašnjim pojmovima, pa prema tome moramo i rezultate u nuklearnoj fizici opisati predstavama svakidašnjeg iskustva. Po načelu korespodencije mogu se tipične slike u atomskom zbivanju stavljati kvalitativno u analogiju s izvjesnim procesima makroskopske fizike. Tek u odnosu prema tim zornim makroskopskim predstavama i zakonima dobivaju kvantno-mehanički rezultati i zakoni svoje fizikalno tumačenje. Pri tome postoji potpuna simetrija između klasične korpuskulatorne i valne slike materije. Svaka od tih slika može s istim pravom biti upotrijebljena kao korespodentni analog kvantne stvarnosti. Vrlo zadovoljava što se kvantna teorija može izgraditi na svakoj od tih zornih slika: kvantna teorija korpuskula i kvantna teorija valova u osnovi su iste.
U mehanici matrica, dakle, u kvantnoj teoriji, koja uzima kao ishodište zornu korpuskulatornu sliku, pojavljuju se valne crte materije u statističkim zakonima koji povezuju pojedine pokuse. U valnoj mehanici možemo s druge strane govoriti o česticama ako valovima materije podamo statističko tumačenje. Po Bornu kvadrat amplitude vala materije određuje vjerojatnost kojom ćemo naći elektron na pojedinom mjestu u prostoru. Svjetlošću male duljine vala možemo vrlo točno odrediti položaj elektrona u prostoru. Položaj elektrona u prostoru određen je mjestom gdje se kvant svjetlosti (foton) sukobio s elektronom. Pokusima možemo na primjer ispitivati položaj elektrona u vodikovom stabilnom stanju. Izvršimo li niz pokusa, opazit ćemo da u svakom pokusu elektron ima općenito različitu udaljenost od atomske jezgre. Rezultat velikog broja pokusa može se izraziti može se izraziti matematičkom vjerojatnošću kojom nalazimo elektron u pojedinoj udaljenosti od jezgre. Najvjerojatnije je da nađemo elektron u približnoj udaljenosti jednakoj Bohrovom atomskom polumjeru, ali isto tako naći ćemo koji put elektron i u većoj ili manjoj udaljenosti od jezgre. Ovaj rezultat pokusa može se razumjeti u kvantnoj teoriji. Nema smisla elektronu pripisivati određeni položaj u pojedinom stacionarnom stanju. Teorija daje samo vjerojatnost kojom ćemo prilikom obasjavanja naći elektron u pojedinoj udaljenosti od jezgre. Ta vjerojatnost u svakoj je točki prostora razmjerna kvadratu amplitude vala na tom istom mjestu. Prije smo vidjeli da val materije u stabilnom vodikovom stanju ima znatnu amplitudu samo u okolini Bohrova atomska polumjera. Jakost (intenzitet) vala određuje vjerojatnost da obasjavanjem utvrdimo položaj elektrona na nekom mjestu. Tamo gdje val materije potpuno ne iščezava, postoji uvijek izvjesna vjerojatnost da poslije velikog broja pokusa nađemo elektron na tom mjestu. Često ćemo, naravno, nailaziti da elektron samo u području gdje je znatna amplituda vala, dakle u području Bohrova atoma.
Na zornom stupnju promatranja tumačit ćemo de Broglieove valove kao klasične kontinuirane valove. Postavimo li u kvantnoj statistici pitanje gdje se nalazi pojedini elektron, to nam de Broglieovi valovi izravno daju vjerojatnost, da nađemo elektron na nekom mjestu. Statističko tumačenje valova ne stoji nipošto u suprotnosti sa zornim shvaćanjem valova. Kao i prije u korpuskularnoj slici, kvantna teorija u statističkim zakonitostima postavlja vezu između valnoga i korpuskularnog gledišta.

## Vanjske poveznice
- Max Born information from Nobel Winners site
- Nobel Laureate biography  Arhivirana inačica izvorne stranice od 21. kolovoza 2004. (Wayback Machine)
- Papers of Professor Max Born (1882-1970) Held at the Edinburgh University Library, Special Collections Division
- Freeview video of Gustav Born (son of Max) with conversation and film on Gustav's memories of his father by the Vega Science Trust
- Recollections of Max Born[neaktivna poveznica], by Emil Wolf, in  Astrophysics and Space Science, Volume 227, Numbers 1-2. (Biographical tribute)
- Annotated bibliography for Max Born from the Alsos Digital Library for Nuclear Issues  Arhivirana inačica izvorne stranice od 28. kolovoza 2006. (Wayback Machine)